# Vallermosa
Vallermosa – miejscowość i gmina we Włoszech, w regionie Sardynia, w prowincji Sud Sardynia.
Według danych na rok 2004 gminę zamieszkiwało 2011 osób, 33 os./km².